# Stadtpfarrkirche Waidhofen an der Ybbs

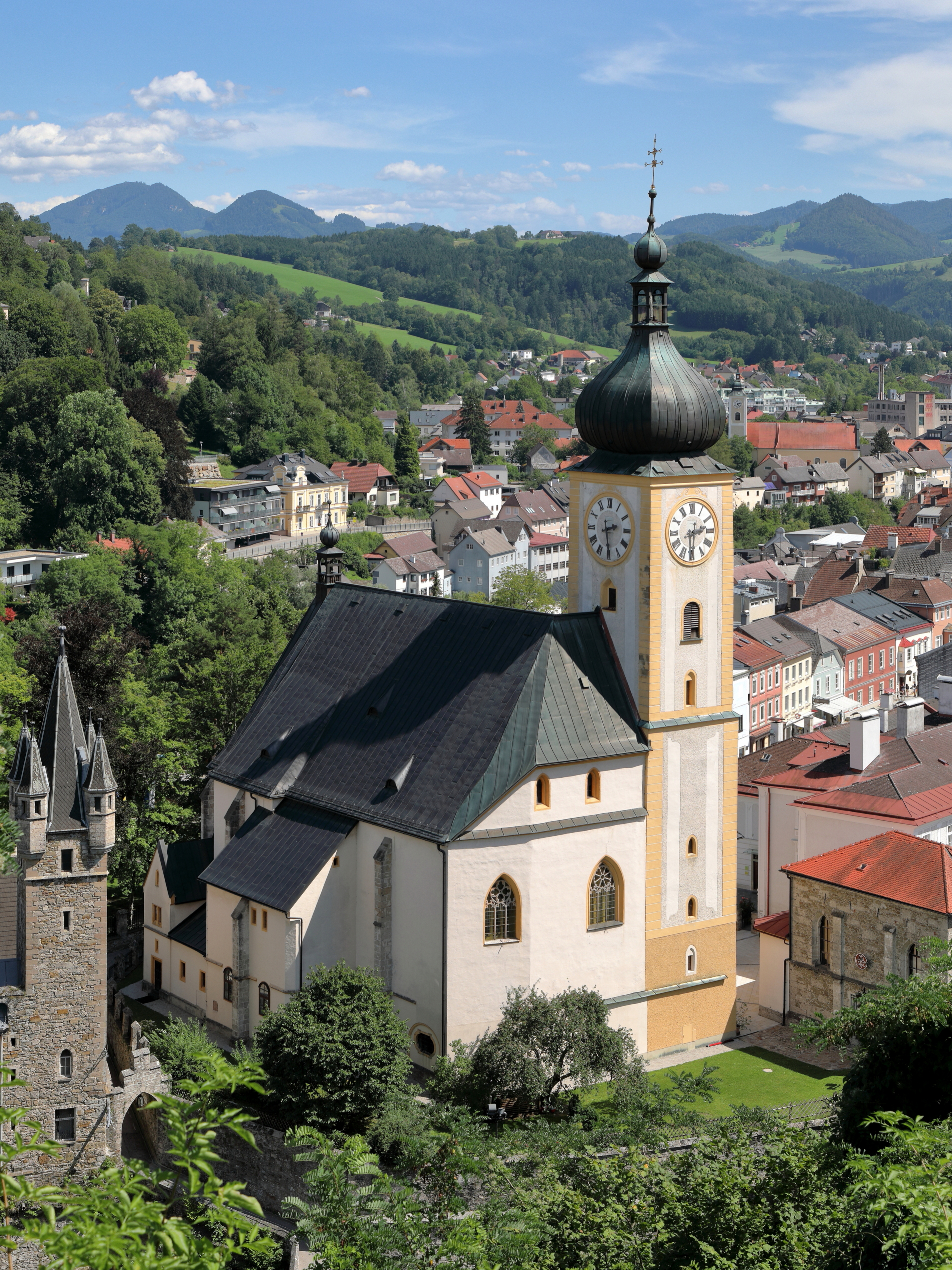
Katholische Pfarrkirche Hll. Maria Magdalena und Lambert in Waidhofen an der Ybbs

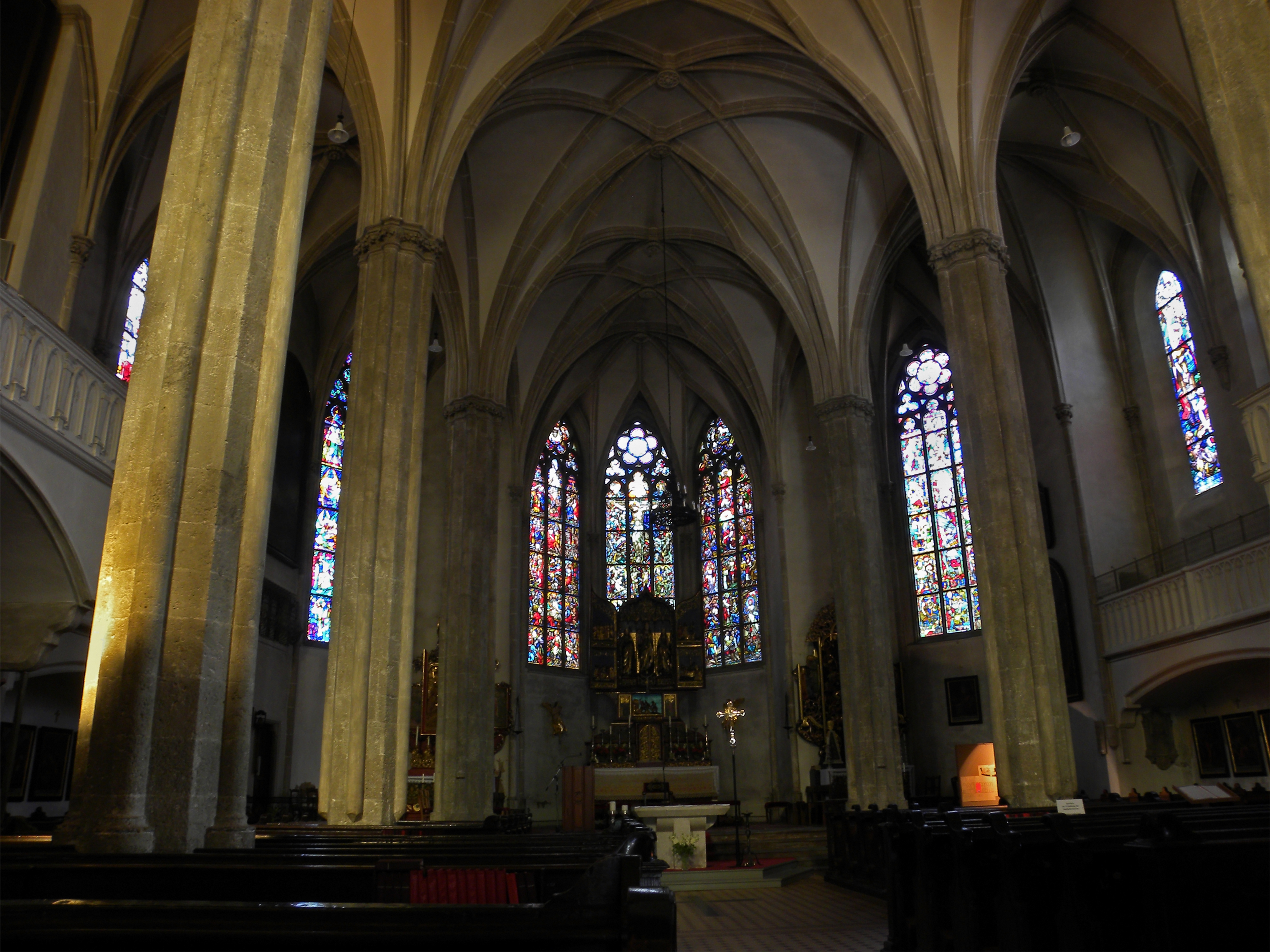
Langhaus, Blick zum Choranlage

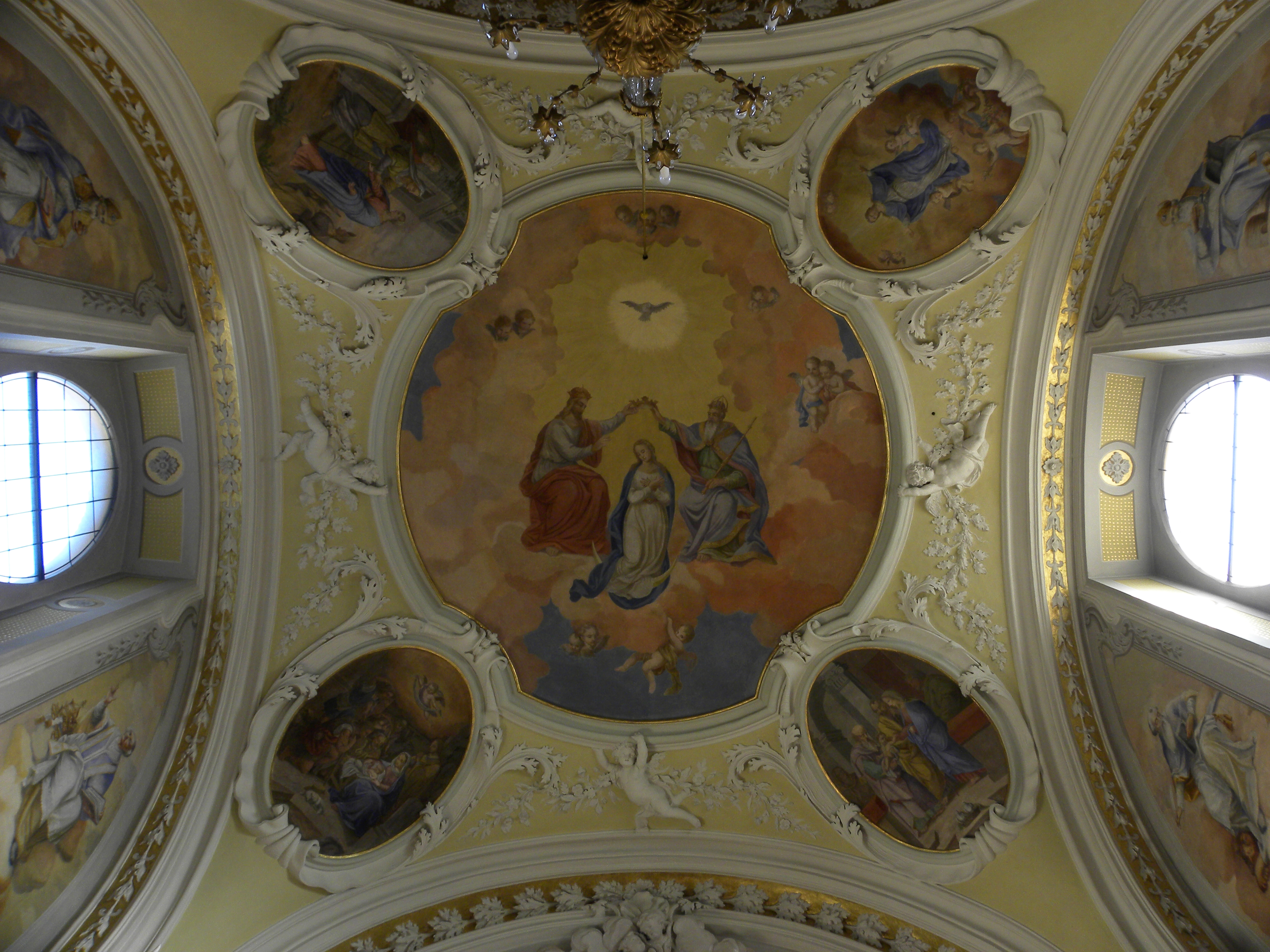
Marienkapelle, Deckenmalerei

Die Stadtpfarrkirche Waidhofen an der Ybbs steht weithin sichtbar in der Nordecke der Altstadt südlich des Schlosses hoch über dem Schwarzbach vor dessen Einmündung in die Ybbs in der Statutarstadt Waidhofen an der Ybbs in Niederösterreich. Die dem Patrozinium Hll. Maria Magdalena und Lambert von Lüttich unterstellte römisch-katholische Pfarrkirche gehört zum Dekanat Waidhofen an der Ybbs der Diözese St. Pölten. Die Kirche und der ehemalige Friedhof stehen unter Denkmalschutz (Listeneintrag).

## Geschichte
Urkundlich wurde 1186 die Kirche als Filiale der Seitenstettener Pfarrkirche Aschbach-Markt genannt, um 1200 Pfarre, 1265/1267 unter dem Patronat vom Bistum Freising. Das heutige Patrozinium urkundlich seit 1411.

## Architektur
Die mächtige breit gelagerte spätgotische Hallenkirche unter einem einheitlichen Schopfwalmdach mit einer dominant gestaffelten Choranlage hat in der Südwestecke einen eingestellten hohen Turm. Die Kirche ist von einem Kirchhofsmauer auch als Teil der Stadtbefestigung umgeben, in diesem Kirchhof steht im Südwesten die frei stehende ehemalige sogenannte Johanneskapelle. Zusammen mit dem Schloss das Stadtbild prägend schließt der Kirchhof den Oberen Stadtplatz im Norden ab.

## Ausstattung
Der Hochaltar als spätgotischer Flügelaltar um 1500 wurde als ehemaliger Hochaltar der Bürgerspitalskirche 1935 hierher übertragen.
Die zwei gotisierenden Seitenaltäre schuf der Bildhauer Josef Furthner.
Die Orgel baute Bruno Riedl 1976 in einem zweigeteilten barocken Gehäuse aus 1732, das Brüstungspositiv ist aus 1976. Drei Glocken goss Mathias Prininger 1689 mit Reliefs und Wappen, zwei Glocken Josef Pfundner 1953, die Glocke in der Turmlaterne Zügelglöcklein 1853, im Dachreiter ist die ehemalige Wandlungsglocke 1768.